# 池本凪沙
池本凪沙（日语：／ Ikemoto Nagisa，2002年8月25日—），日本女子游泳运动员，2018年夏季青年奥运会女子4×100米自由泳接力和混合4×100米混合泳接力铜牌得主、2022年亚洲运动会女子4×100米自由泳接力银牌得主。